# 1976年モントリオールオリンピックのイギリス選手団
1976年モントリオールオリンピックのイギリス選手団（1976ねんモントリオールオリンピックのイギリスせんしゅだん）は、1976年7月17日から8月1日にかけてカナダのモントリオールで開催された1976年モントリオールオリンピックのイギリス選手団、およびその競技結果。

## 概要
今大会は金メダル3個、銀メダル5個、銅メダル5個の合計13個のメダルを獲得した。

## メダル
| メダル | 選手名                                                                            | 競技   | 種目                  |
| ------ | --------------------------------------------------------------------------------- | ------ | --------------------- |
| 金     | デビット・ウィルキー                                                              | 競泳   | 男子200m平泳ぎ        |
| 銀     | デビット・ウィルキー                                                              | 競泳   | 男子100m平泳ぎ        |
| 銅     | ブレンダン・フォスター                                                            | 陸上   | 男子10000m            |
| 銅     | アラン・マクラッチー デイビット・ダン ゴードン・ダウニー ブライアン・ブリンクリー | 競泳   | 男子4×200自由形リレー |
| 銅     | イアン・ハラム イアン・バンバリー マイケル・ベネット ロビン・クロッカー           | 自転車 | 男子4000m団体追い抜き |
| 銅     | デビッド・スターブルック                                                          | 柔道   | 男子93kg以下級        |